# 辨天池

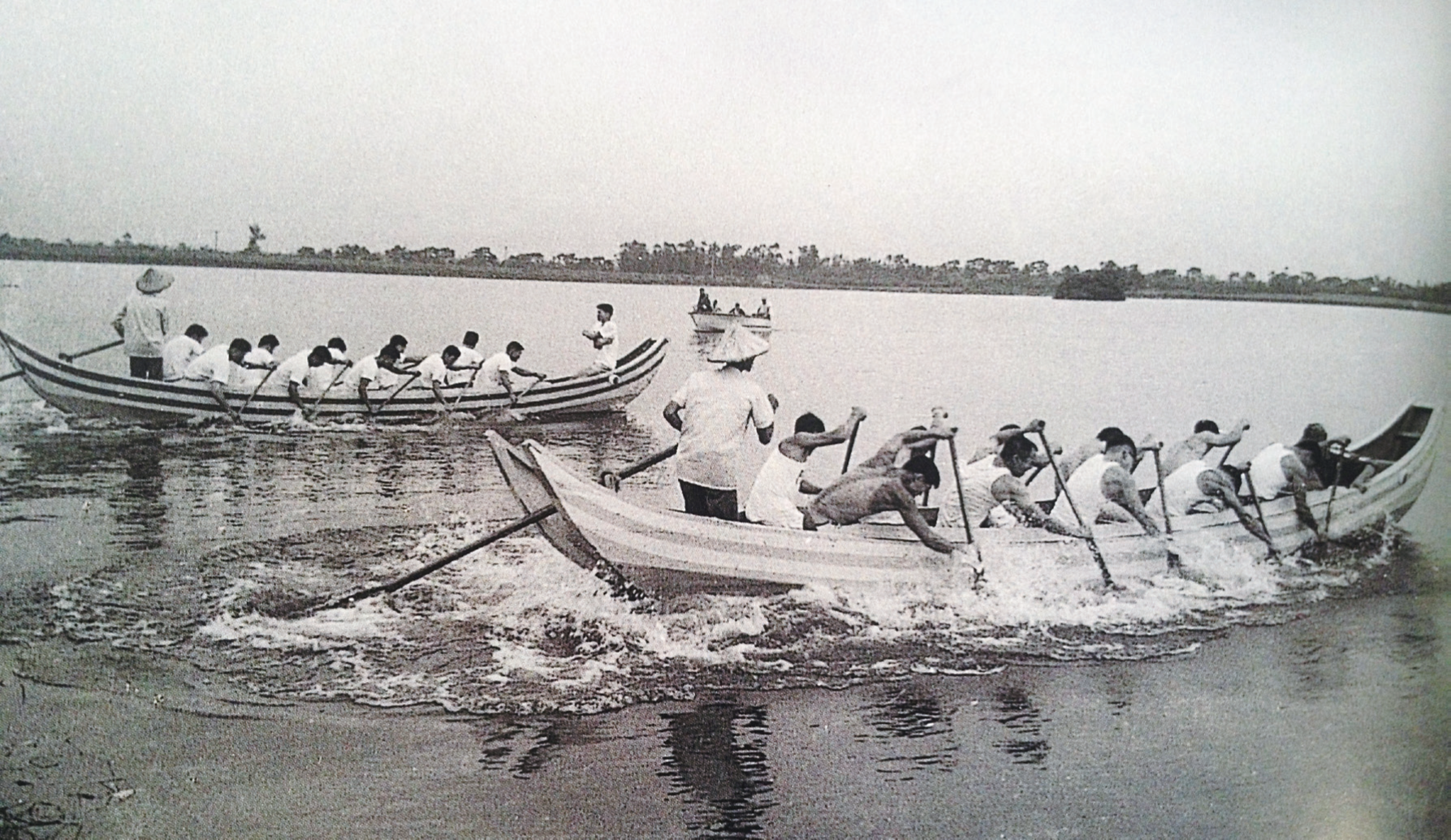
辨天池龍舟競賽

辨天池是位在台灣桃園市桃園區已消失的埤塘，因池中小島（辨天島）設有祭祀辨財天之小祠而得名，池中有辨天島和大黑島。面積約18甲，曾經是桃園台地的大型埤塘，日治時代至戰後初期桃園的觀光名勝，也是龍舟賽舉辦地。辨天池是唯一有官方正式命名的池塘，因為這池是桃園大圳第一支線第一號池，有其代表性，1970年代因十大建設桃園國際機場建設安置拆遷戶而廢，即現今陽明社區，另外建國國中校舍也是其中一部分，但不包括操場。

## 歷史

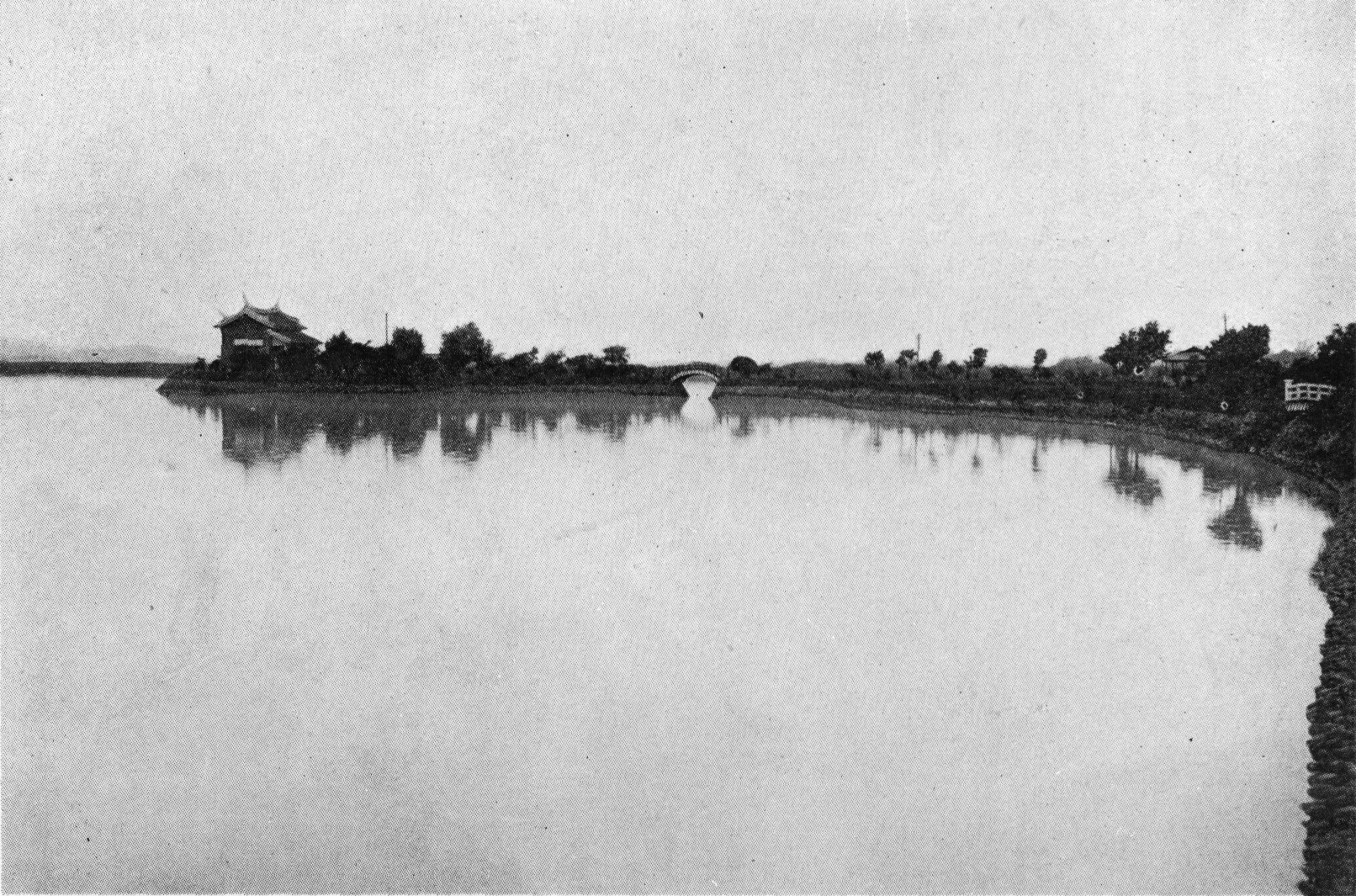
豐滿社

- 豐滿社大正13年（1924年） – 在池中小島設立祭祀辨財天、觀音佛祖、五穀大帝的桃園辨天堂，又稱豐滿社。[2]
- 1960年代 – 因興建桃園國際機場，為安置搬遷居民而填平，即今陽明社區。

## 外部連結
- 辨天池 （页面存档备份，存于）